# Yury Selichov
Yury Gennadyevich Selikhov (cirílico:Юрий Геннадьевич Селихов) (Kupino, 22 de janeiro de 1943) é um ex-basquetebolista e treinador russo que integrou a Seleção Soviética que conquistou a medalha de bronze disputada nos XIX Jogos Olímpicos de Verão realizados na Cidade do México em 1968.